# Runcu (okręg Vâlcea)
Runcu – wieś w Rumunii, w okręgu Vâlcea, w gminie Runcu. W 2011 roku liczyła 278 mieszkańców.